# Fourmilier à masque blanc
Pithys castaneus
Espèce
Statut de conservation UICN

 NT  : Quasi menacé
Répartition géographique
Le Fourmilier à masque blanc (Pithys castaneus) est une espèce de passereaux de la famille des Thamnophilidae.

## Répartition et habitat
Cet oiseau est endémique du Pérou. Il peuple les vallées des ríos Pastaza, Morona et Marañón dans le Nord du pays.
Il fréquente un type de végétation appelé varillal qui pousse sur du sable blanc.

## Classification
Le nom valide complet (avec auteur) de ce taxon est Pithys castaneus Berlioz, 1938.
Ce taxon porte en français le nom vernaculaire ou normalisé suivant : Fourmilier à masque blanc.